# Độc tố Shiga

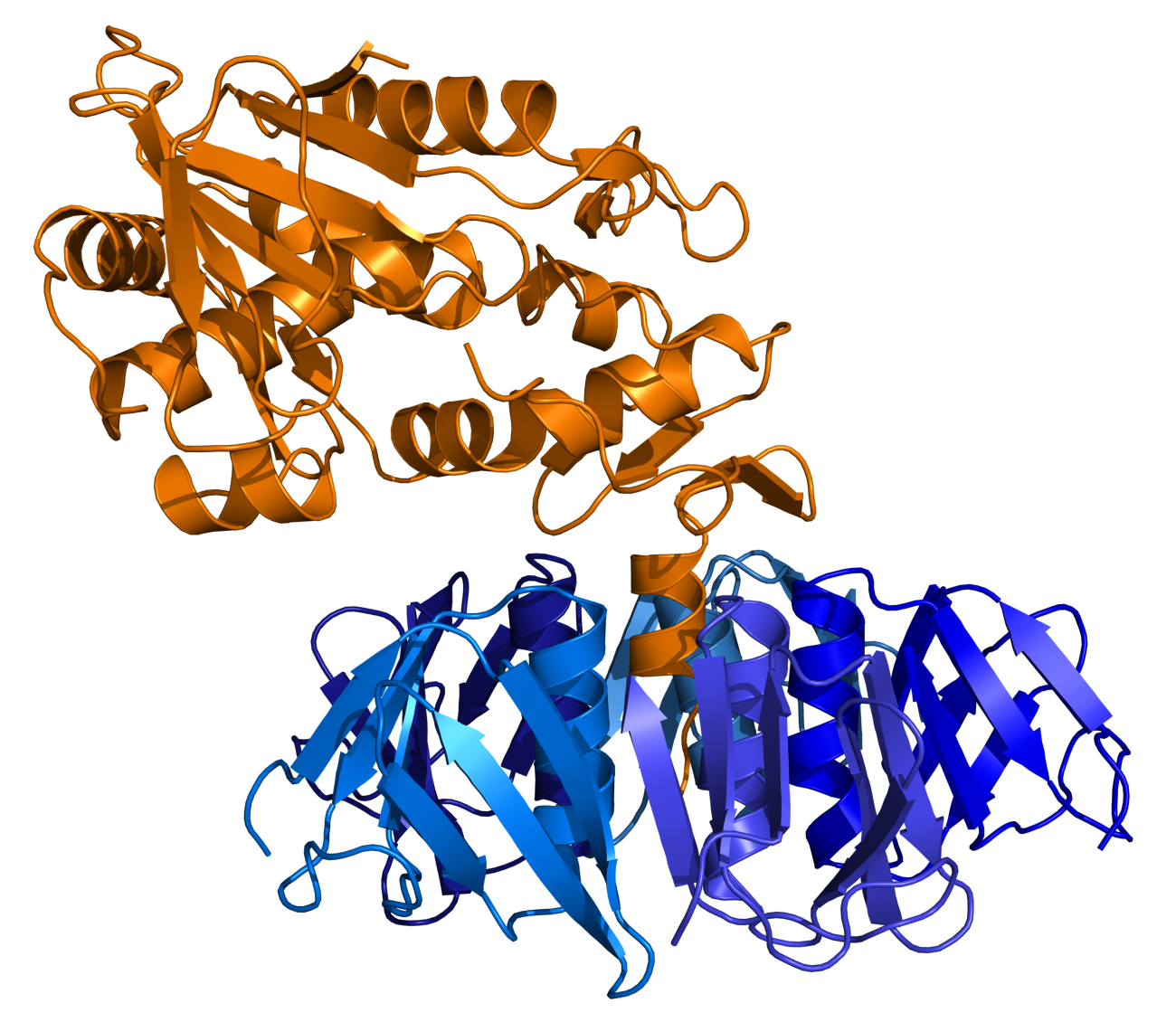
Độc tố Shiga (Stx) từ S. dysenteriae. Nguồn:.

Độc tố Shiga là một họ các ngoại độc tố liên quan với hai nhóm chính là Stx1 và Stx2, mã hóa bởi các gen được coi là một phần của bộ gen lambdoid. Các chất độc được đặt theo tên của Kiyoshi Shiga, người đầu tiên mô tả nguồn gốc vi khuẩn của bệnh lỵ do Shigella dysenteriae gây ra. Độc tố giống Shiga (SLT) là một thuật ngữ nói về các độc tố tương tự hoặc giống hệt nhau được sản xuất bởi Escherichia coli. Các nguồn phổ biến nhất cho độc tố Shiga là vi khuẩn S. Fraenteriae và một số loại huyết thanh của Escherichia coli (STEC), bao gồm các loại huyết thanh O157: H7 và O104: H4.

## Danh pháp
Các nhà vi sinh học sử dụng nhiều thuật ngữ để mô tả độc tố Shiga và phân biệt nhiều hơn một dạng duy nhất. Nhiều thuật ngữ trong số này là từ đồng nghĩa.
1. Độc tố Shiga loại 1 và loại 2 (Stx-1 và 2) là độc tố Shiga được sản xuất bởi một số chủng E. coli. Stx-1 giống hệt với Stx của Shigella spp. hoặc khác nhau bởi chỉ một amino acid.[6] Stx-2 có sự bắt cặp trình tự lên đến 56% so với Stx-1.
2. Cytotoxin - một ký hiệu cũ cho Stx - được sử dụng theo nghĩa rộng.
3. Verocytotoxin / verotoxin - một thuật ngữ ít được sử dụng cho Stx - chỉ sự mẫn cảm của các tế bào Vero với Stx.[7][8][9]
4. Thuật ngữ độc tố giống Shiga là một thuật ngữ cũ xuất hiện trước khi phát hiện ra rằng độc tố giống shiga và độc tố shiga là một.[10]

## Lây lan
Độc tố đòi hỏi các thụ thể đặc hiệu cao trên bề mặt tế bào để gắn và xâm nhập vào tế bào; các loài như gia súc, lợn và hươu không mang các thụ thể này có thể chứa vi khuẩn độc tố mà không có bất kỳ ảnh hưởng  nào. Vi khuẩn từ phân gia súc chứa có thể lây sang người.